# 沖縄担当大臣
沖縄担当大臣（おきなわたんとうだいじん）は日本の内閣に置かれていた国務大臣である。

## 概要
大田県政の国際都市形成構想に基づく沖縄振興を担当する大臣として新設された。初代の担当大臣には内閣官房長官の梶山静六が任命された。2001年1月6日の中央省庁再編に伴い、沖縄及び北方対策担当大臣となった。
官報上での正式名称は『沖縄に係る諸課題に対応するための施策を総合的に推進するため行政各部の所管する事務の調整』となっている。

## 歴代大臣
| 代 | 氏名       | 在任期間                |
| -- | ---------- | ----------------------- |
| 1  | 梶山静六   | 1996年11月 - 1997年9月  |
| 2  | 鈴木宗男   | 1997年9月 - 1998年7月   |
| 3  | 野中広務   | 1998年7月 - 1999年10月  |
| 4  | 青木幹雄   | 1999年10月 - 2000年7月  |
| 5  | 中川秀直   | 2000年7月 - 2000年10月  |
| 6  | 福田康夫   | 2000年10月 - 2000年12月 |
| 7  | 橋本龍太郎 | 2000年12月 - 2001年1月  |

- 内閣に置かれる担当大臣は複数名を任命することがあるため、通常は代数の表記は行わない。ただし、本表ではわかりやすさに配慮し、代数の欄を設けた。